# Ed O'Brien
Pour les articles homonymes, voir O'Brien.
Edward "Ed" John O'Brien, musicien britannique né le 15 avril 1968 à Oxford, est guitariste dans le groupe Radiohead.
Il est considéré comme l'un des meilleurs guitaristes modernes et a même été classé 28e meilleur guitariste de tous les temps par Gibson.com. Le magazine Rolling Stone l'a quant à lui classé successivement en 59e position, juste devant son compère Jonny Greenwood, puis en 43e position .
Thom Yorke, le leader du groupe a voulu qu'il vienne dans le groupe parce qu'il le trouvait cool et qu'il ressemblait à Morrissey, mais aussi, il s'en est expliqué, en raison des goûts musicaux que les deux hommes partageaient. Son père est le plus fervent et le plus ancien fan du groupe.
Ed O'Brien est un grand fan de foot, notamment de Manchester United. Il est par ailleurs diplômé d'économie à l'université de Manchester.

## Formation
Ed O'Brien s'est inspiré de nombreux guitaristes apparus sur la scène musicale de la fin des années 1970 et du début des années 1980. Il cite Andy Summers du groupe Police, The Edge de U2, Johnny Marr de The Smiths et Peter Buck de R.E.M. « John McGeoch de Magazine et Siouxsie and the Banshees était une autre grosse influence », « J'étais attiré par des sons de guitares qui ne sonnaient pas comme une guitare ».

## Radiohead
Ed O'Brien est souvent considéré comme le troisième guitariste de Radiohead, mais son rôle au sein du groupe a évolué en même temps que sa carrière. S'il a longtemps assuré principalement des parties rythmiques lors des premières tournées, le virage entamé par le groupe sur l'album Ok Computer et concrétisé par le diptyque Kid A/Amnesiac l'a amené à faire évoluer son jeu. En effet, il utilise dès lors une très large palettes d'effets.
L'utilisation de ces nombreux effets est d'ailleurs l'une de ses principales spécificités et les sons singuliers qu'il fournit en live ont contribué à le faire reconnaître comme l'un des meilleurs guitaristes actuels, comme par David Fricke qui le classe en 59e position dans sa liste établie en 2010 des meilleurs guitaristes de tous les temps. Sur scène Ed O'Brien ne se limite pas à la guitare. Sur Everything in Its Right Place il utilise différents effets et notamment un Kaoss Pad pour modifier en direct le chant et la partie instrumentale en compagnie de Jonny Greenwood, ce qui permet d'obtenir à chaque concert une version différente de cette chanson. Sur There There, toujours en compagnie de Jonny Greenwood, il joue des percussions et sur Paranoid Android il joue de la Cabasa. Enfin, il joue du Rhodes Piano lors des performances live de In Limbo.
Ed O'Brien est également un chanteur accompli puisqu'il est la deuxième voix du groupe. Assurant des chœurs sur la plupart des morceaux, ses parties chant sont parfois importantes comme dans The Amazing Sounds of Orgy, Paranoid Android, 2+2=5 ou Identikit.
Pour ce qui est du travail studio, Ed O'Brien est à l'origine de nombreux morceaux de Radiohead. Parmi ces morceaux on peut citer principalement Street Spirit et Go to sleep. Il a également composé Treefingers présent sur l'album Kid A, grâce à un ordinateur qui a modifié le son de sa guitare. Il a d'ailleurs, en compagnie de Thom Yorke et Jonny Greenwood, interprété cette chanson pour la première fois en live les 10 & 11 juillet 2012 à Nîmes. Il a aussi écrit Meeting in the aisle, Lull et Big Boots. Par ailleurs, son travail sur les effets est également significatif sur le travail en studio puisqu'il a créé l'effet qui clôture Karma Police et celui qui ouvre Lucky.

## Projets extérieurs à Radiohead
La collaboration la plus récente d'Ed O'Brien en dehors de Radiohead est sur un album de Asian Dub Foundation, pour lequel il a joué à la guitare.
Il a tourné et enregistré avec Neil Finn dans le cadre du projet 7 Worlds Collide. Il a fourni des parties de guitare et de chant sur leur album éponyme en 2001, et pour leur album studio de 2009, The Sun came out, pour lequel il a également coécrit deux titres.
Son premier album solo, Earth, est publié le 17 avril 2020 sur le label Capitol Records. Plusieurs musiciens ont participé à l'album, notamment Glenn Kotche, batteur du groupe de rock américain Wilco, Adrian Utley de Portishead, la chanteuse Laura Marling et Colin Greenwood, bassiste de Radiohead. Ed O'Brien dévoile que l'enregistrement de l'album a débuté en automne 2017, mais ne s'est terminé qu'en début 2019. En outre, l'album est inspiré par son séjour au Brésil avec sa famille,. Le premier titre issu de l'album est intitulé Brasil et est sorti le 5 décembre 2019. Ed O'Brien utilise le nom de scène EOB pour son projet solo. Le titre de l’album, Earth, est dévoilé le 6 février 2020 avec un nouveau single Shangri-La.

## Autres activités
Le 16 décembre 2013, Ed O'Brien co-signe avec Peter Gabriel, Thom Yorke, Serj Tankian et Tjinder Singh (Cornershop), une pétition lancée le 16 décembre par Free Tibet Campaign destinée à Wu Aiying, ministre chinoise de la justice, demandant la libération de huit chanteurs tibétains emprisonnés en Chine, Lolo, Chakdor, Pema Trinley, Kalsang Yarphel et Shawo Tashi, arrêtés ou condamnés en 2013, et Ugyen Tenzin, Achok Phulsung et Choksal, emprisonnés en 2012.

## Discographie

### Singles
- 2020 - Brasil
- 2020 - Olympik